# Аронець Мирослав Михайлович
Миросла́в Миха́йлович Ароне́ць (* 2 березня 1941, Видинів) — український художник, поет, прозаїк і мистецтвознавець. Член Національної спілки художників України та Національної спілки письменників України. Лауреат премії імені Василя Стефаника.

## Життєпис
Народився Мирослав Аронець 2 березня 1941 в селі Видинів Снятинського району Івано-Франківської області. Закінчив Видинівську початкову й Прутівську десятирічну школи. Вступивши до Київського державного художнього інституту, закінчив його 1965 року. У 1965–1968-их служив в армії.
З 1968 по 1971 М. Аронець працював викладачем у Косівському технікумі народно-художніх промислів, а з 1971 по 1974 — в Івано-Франківському ПТУ. У 1974–1977 роках він начальник відділу народного мистецтва Івано-Франківського обласного краєзнавчого музею. З 1977 по 1980 Мирослав Аронець працював у Івано-Франківському обласному художньому музеї. У 1980–1988 роках він обіймав посаду заступника директора Івано-Франківських художніх майстерень. З 1988 по 1991 був працівником агрофірми «Прут» у селі Підгайчики Коломийського району, з 1991 року знову працює в Івано-Франківських художніх майстернях.

## Творчість
В доробку Мирослава Аронця багато художніх полотен, які стали основою його виставок. Він схильний до творчих експериментів (тяжіє до пейзажів та графіки), працює в різних техніках — олії, акварелі, пастелі. Окрім малярства, Мирослав упродовж свого життя захоплювався літературою, тож через деякий період перед очима прикарпатців постав Мирослав Аронець як поет та дослідник-літератор. Його статті про художників Прикарпаття та народне мистецтво опубліковані в журналах «Дзвін», «Народна творчість та етнографія», поезії та оповідки — в журналах «Дзвін», «Дніпро», «Перевал».
Мирослав Аронець — співавтор путівників «Івано-Франківський краєзнавчий музей» (1979) та «Івано-Франківський художній музей» (1983).
З 1984 року Мирослав Аронець — член Національної спілки письменників України.

## Твори
- Грані хвиль: Збірка поезій. — Ужгород: Карпати, 1972.
- Криниці вогню: Збірка поезій. — Ужгород: Карпати, 1982.
- Світло різця: Збірка поезій. — Ужгород: Карпати, 1988.
- Писанки Видинова: Мистецька оповідка // Снятин, 1975.
- Чекання: Вірш // Снятин, 1999.
- Жито на камені: Вибрані твори. — Івано-Франківськ, 1999.
Соснові дошки;
Глухий стрілочник;
А ворона каркає.
- Побіля обличчя хмари летять…: Збірка поезій // Перевал, 2000.
- Верлібр. Танка: Збірка поезій. — Івано-Франківськ, 2002.
- Денис-Лев Іванцев: життя і творчість: Монографія. — Київ: Грані-Т, 2008.
- Олександр Коровай: Живопис. — Івано-Франківськ, 2010.
- Мандрівник зі свічкою: Мистецька розвідка про художника Ю. Неміша // Перевал, 2002.
- Хвора Олюся: Оповідання // Перевал, 2003.
- Дивакуватий Іван: Оповідання. Перевал, 2003.
- Поезії: Вибрані вірші, див.: Покутська хрестоматія / Упорядн. Попадюк М. — Снятин: ПрутПринт, 2008.

## Відзнаки і нагороди
- 2003 Обласна премія імені Василя Стефаника — за творчі здобутки.